# Pararctia
Pararctia es un género de polillas de la familia Erebidae. Fue descrito por primera vez por Sotavalta en 1965.

## Especies
- Pararctia lapponica (Thunberg, 1791)
- Pararctia subnebulosa (Dyar, 1899)
- Pararctia yarrowi (Estirar, 1874)